# Heterocyathus japonicus
Heterocyathus japonicus är en korallart som först beskrevs av Addison Emery Verrill 1866.  Heterocyathus japonicus ingår i släktet Heterocyathus och familjen Caryophylliidae. Inga underarter finns listade i Catalogue of Life.